# قنات تنگو
قنات تنگو یا کنار تنگو، روستایی در دهستان دژگان بخش مهران شهرستان بندر لنگه در استان هرمزگان ایران است.

## جمعیت
بر پایه سرشماری عمومی نفوس و مسکن در سال ۱۳۹۵، جمعیت این روستا برابر با ۹۰ نفر (۳۰ خانوار) بوده است.